# التسلسل الزمني لحركة الحقوق المدنية
يطرح هذا المقال التسلسل الزمني لحركة الحقوق المدنية في الولايات المتحدة، وهي حركة تحررية سلمية انبثقت في منتصف القرن العشرين لكسب المساواة القانونية وإنفاذ الحقوق الدستورية للأفراد الملونين. شملت أهداف الحركة ضمان الحماية المتساوية بموجب القانون، وإنهاء التمييز العنصري المؤسسي قانونيًا، والحصول على فرص متساوية في الوصول إلى المرافق العامة، وإصلاح التعليم، والسكن العادل، والقدرة على التصويت.

## 1947 – 1935

### 1947
14 أبريل، في قضية منديز ضد وستمنستر، قضت محكمة الاستئناف الأمريكية للدائرة التاسعة بأن فصل الطلاب الأمريكيين المكسيكيين قسرًا في «مدارس مكسيكية» منفصلة غير دستوري وغير قانوني.

### 1948
في قضية دلغادو ضد باستروب، قرر المدعي العام في تكساس أن فصل الأطفال الأمريكيين من أصل مكسيكي غير قانوني.
في قضية شيلي ضد كرامر، قضت المحكمة العليا في الولايات المتحدة بأن الاتفاقيات المقيَّدة عرقيًا تنتهك شرط الحماية المتساوية المنصوص عليه في التعديل الرابع عشر، وبالتالي لا يمكن للمحاكم إنفاذها، إلا أنه يمكن للأطراف الخاصة الموافقة عليها.

### 1950
خلال السنوات الأولى من مسابقة ملكة جمال أمريكا، تحت توجيه من لينورا سلوتر، صارت المسابقة منفصلة عرقيًا على إثر البند السابع: «يجب أن تكون المتباريات بصحة جيدة، ومن العرق الأبيض». ألغيت القاعدة السابعة في سنة 1950.

### 1951
في أبريل 1951، نظم طلاب في مدرسة روبرت روسا موتون الثانوية، وهي مدرسة منفصلة «للملونين» في مقاطعة برينس إدوارد في فيرجينيا، إضرابا طلابيًا بسبب الظروف السيئة والعزل العنصري. أدى ذلك الإضراب إلى قيام الجمعية الوطنية للنهوض بالملونين بإحالة قضية دافيس ضد مجلس مدرسة مقاطعة برينس إدوارد في عام 1952.

### 1952
بالنيابة عن الآباء السود والأطفال، رفعت الجمعية الوطنية للنهوض بالملونين خمس دعاوى قضائية ضد الفصل في المدارس طعنت في قانونية مبدأ «الفصل، ولكن على قدم المساواة» الصادر في عام 1896 في قضية بليسي ضد فيرغسون. القضايا الخمس كانت: براون ضد مجلس التعليم، من توبيكا كانساس، وديفيس ضد مجلس مقاطعة برينس إدوارد من فيرجينيا، وبولينغ ضد شارب من واشنطن العاصمة، وبريجز ضد إليوت من مقاطعة كلارندون في ساوث كارولينا، وبولا ضد غيبهارت من ديلاوير. لاحقًا، دمجت القضايا الخمس في الحكم الصادر عن المحكمة العليا ضد مجلس التعليم.

## 1954 – 1959

### 1954
- 3 مايو، قضت المحكمة العليا في الولايات المتحدة في قضية هيرنانديز ضد تكساس بأن الأمريكيين المكسيكيين وجميع المجموعات العرقية الأخرى في الولايات المتحدة يحق لهم الحصول على حماية متساوية بموجب التعديل الرابع عشر لدستور الولايات المتحدة.
- 17 مايو، في قضية براون ضد مجلس التعليم في توبيكا، كانساس، وبولينغ ضد شارب، قضت المحكمة العليا في الولايات المتحدة ضد مبدأ «الفصل، ولكن على قدم المساواة»، فنقضت قضية بلاسي ضد فيرغسون، وقالت إن الفصل بين المدارس العامة غير دستوري.
- 27 يوليو، مجلس إدارة مدرسة تشارلستون في ولاية أركنساس يصوت بالإجماع على إنهاء الفصل العنصري في المنطقة التعليمية. في إنهاء للفصل بين الصفوف من الأول إلى الثاني عشر، كانت منطقة تشارلستون التعليمية أول منطقة تعليمية بين الولايات الكونفدرالية السابقة تزيل التمييز بين الجنسين. افتتحت المدارس للعام الدراسي الجديد في 23 أغسطس.
- 30 يوليو، في اجتماع خاص في جاكسون بولاية ميسيسيبي، دعا إليه هيو وايت حاكم الولاية، وثيودور روزفلت ميسون هوارد من المجلس الإقليمي للقيادة السوداء، ومعه ما يقرب من مائة آخرين من زعماء السود، علنًا رفض دعم الخطة الفصلية للإبقاء على مبدأ «الفصل، ولكن على قدم المساواة» في مقابل برنامج مكثف لزيادة الإنفاق على مدارس السود.
- 2 سبتمبر في مونتغومري، ألاباما، منع 23 طفلًا أسودًا من الالتحاق بمدارس البيض الابتدائية، متحدين حكم المحكمة العليا الأمريكية الأخير.
- 7 سبتمبر، مقاطعة كولومبيا تنهي الفصل العرقي في التعليم، تليها مدينة بالتيمور بولاية ماريلاند في 8 سبتمبر.
- 15 سبتمبر، أجبرت احتجاجات الآباء البيض في وايت سولفر سبرينغز، في فرجينيا الغربية، المدارس على تأجيل إلغاء الفصل العنصري عامًا آخر.
- 16 سبتمبر، تحاول ولاية ميسيسيبي إلغاء جميع المدارس الحكومية بتعديل دستور الدولة، لكن التعديل فشل.[7]
- 30 سبتمبر، ينهار دمج مدرسة ثانوية في ميلفورد في ديلاوير مع مقاطعة الطلاب البيض الحصص الدراسية.
- 4 أكتوبر، مظاهرات طلابية ضد اندماج المدارس الحكومية في واشنطن العاصمة.
- 19 أكتوبر، أيد قاضٍ اتحادي قانون أوكلاهوما الذي يشترط تحديد المرشحين الأمريكيين من أصل أفريقي في بطاقات الاقتراع على أنهم «سود (زنوج)».
- 30 أكتوبر، قيل إن عملية إلغاء الفصل العنصري بين القوات المسلحة الأمريكية قد اكتملت.
- فرانكي موس فريمان هي المحامية الرئيسية في قضية الجمعية الوطنية للنهوض بالملونين البارزة: ديفيس وآخرون ضد هيئة سانت لويس للإسكان، التي أنهت التمييز العنصري القانوني في الإسكان العام في المدينة. كانت كونستانس بيكر موتلي محامية لدى الجمعية الوطنية للنهوض بالملونين؛ كان من غير المعتاد وجود محاميتين تقودان مثل هذه القضية البارزة.

### 1955
- 15 يناير، دوايت دي. أيزنهاور على الأمر التنفيذي رقم 10590، الذي قضى بإنشاء لجنة الرئيس المعنية بالسياسات الحكومية لفرض سياسة عدم التمييز في مجال العمالة الاتحادية.
- 20 يناير، نظم متظاهرون من مجلس المساواة العرقية وجامعة ولاية مورغان اعتصامًا تكلل بالنجاح بهدف إلغاء الفوارق بين الجنسين في متجر ريد للأدوية في بالتيمور، ميريلاند.
- 5 أبريل، ميسيسيبي تقر قانونًا يعاقب الطلاب البيض بالسجن والغرامة في حال التحاقهم بمدارس مع السود.
- 2 مارس، ترفض كلوديت كولفين (كنيتها قبل الزواج: أوستين)، البالغة من العمر 15 عامًا، التخلي عن مقعدها في الحافلة لامرأة بيضاء. قضية براودر ضد غايل.
- 7 مايو، مقتل القس جورج دبليو. لي من الجمعية الوطنية للنهوض بالملونين في مدينة بلزوني في ولاية ميسيسيبي.
- 31 مايو، قضت المحكمة العليا في الولايات المتحدة في قضية «براون 2» بأن إلغاء التمييز يجب أن يحدث «بسرعة متأنية».
- 8 يونيو، جامعة أوكلاهوما تقرر السماح بالتحاق الطلاب السود ضمن صفوفها.
- 23 يونيو، قرر حاكم ولاية فرجينيا توماس بي. ستانلي ومجلس التعليم مواصلة فصل المدارس إلى عام 1956.
- 29 يونيو: فازت الجمعية الوطنية للنهوض بالملونين بدعوى قضائية أمام المحكمة العليا في الولايات المتحدة، تأمر فيها جامعة ألاباما بقبول الطالبة أوثيرين لوسي ضمن صفوفها.
- 11 يوليو، يأمر مجلس التعليم في جورجيا بفصل أي معلم يدعم الاندماج في المجتمع.
- 14 يوليو، ألغت محكمة الاستئناف الاتحادية الفصل العنصري في حافلات كولومبيا، ساوث كارولينا.
- 1 أغسطس، مجلس التعليم في جورجيا يطرد جميع المعلمين السود الذين هم أعضاء في المجلس.
- 13 أغسطس، مقتل لامار سميث، الناشط في المجلس الإقليمي للنهوض بالسود في بروكهافن بولاية ميسيسيبي.
- 28 أغسطس، مقتل المراهق إيميت ليتل بتهمة التصفير لامرأة بيضاء في مال، ميسيسيبي.
- 7 نوفمبر، تحظر لجنة التجارة بين الولايات الفصل بين الحافلات في السفر بين الولايات في قضية سارة كيز ضد شركة كارولينا كوتش. في اليوم نفسه، تحظر المحكمة العليا في الولايات المتحدة الفصل في الحدائق العامة والملاعب. رد حاكم جورجيا مارفن جريفين بأن «خروج ولايته من مجال أعمال الحدائق» أهون من السماح بإلغاء الفصل فيها.
- 1 ديسمبر، ترفض روزا باركس التخلي عن مقعدها في حافلة، لتبدأ حملة مقاطعة حافلات مونتجومري. حدث هذا بعد تسعة أشهر من أول حادثة رفض من طالبة المدرسة الثانوية كلوديت كولفين، البالغة من العمر 15 عامًا، رفض التخلي عن مقعدها. كولفين كانت القضية القانونية التي أنهت تلك الممارسة في مونتجومري. أصبح روي ويلكينز الأمين التنفيذي للجمعية الوطنية للنهوض بالملونين.